# 普里尤托沃
普里尤托沃（羅馬化：Priyutovo，羅馬化：Priyut）是俄罗斯巴什科尔托斯坦共和国的市级镇，属别列别伊区，在共和国首府乌法西南方。
该地2021年有人口18,692人；2002年人口20,807；1989年人口19,349。